# Vikářská

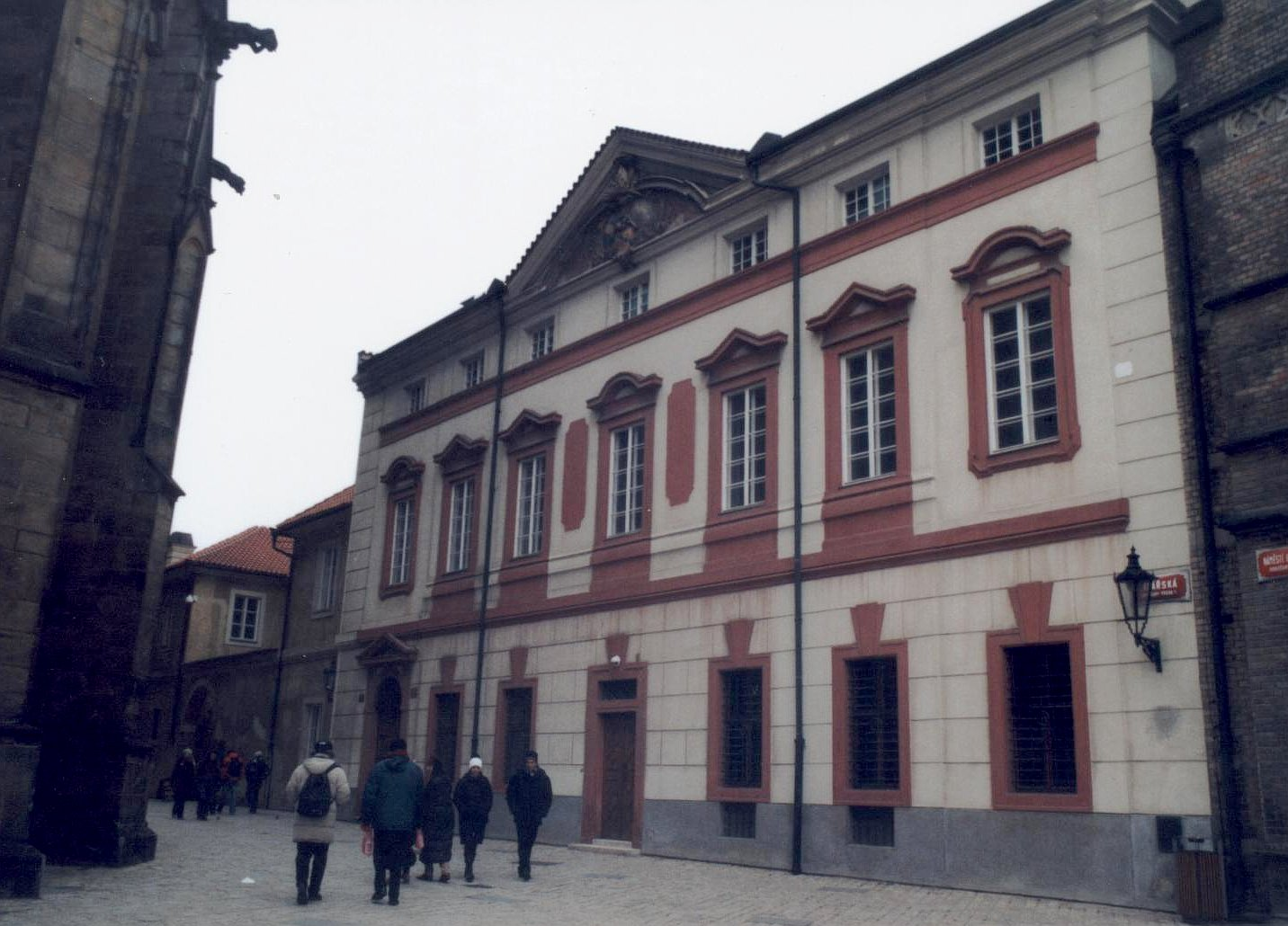
Kapitulní děkanství na východním konci Vikářské

Vikářská je ulice na Pražském hradě. Vede z náměstí U Svatého Jiří severně podél katedrály před její západní (hlavní) průčelí.
Od románského období až do výstavby katedrály ve střední části Vikářské stála budova svatovítské kapituly, označovaná jako „klášter kostela pražského“.
Příslušníci a služebníci kapituly zde sídlili i později, ale (snad v 1. pol. 16. století) kapitula o zdejší domy přišla. Znovu je získala po polovině 18. století, v té době ulice také získala podle vikářů své jméno.

## Budovy
- katedrála sv. Víta, Václava a Vojtěcha - zaujímá celou jižní stranu ulice
- Kapitulní děkanství - přestavěné vrcholně barokně J. B. Santinim - č.o. 2, č.p. 37
  - pravá (východní) část má podobu malého paláce
  - nižší levá část má tři křídla kolem malého dvora, od ulice odděleného zdí s ozdobnými kovanými mřížovými vraty; vpravo ve dvorku je pamětní deska Benedikta Rejta, který zde bydlel, proti bráně je průchod na parkán a k Mihulce
- Malá Vikárka, barokní z doby kol. r. 1700; v 80. letech 16. století královským majetkem, bydlel zde komorník nad světlem, proto nazýváno královská Lichtkomora - č.o. 4, č.p. 38
- Velká Vikárka - č.o. 6, č.p. 39
  - vpravo úzká budova bez vchodu z ulice, v zadní části vybíhá křídlo až k Mihulce
  - vlevo renesanční, později upravovaná budova se dvěma vchody přístupnými rampou se schodišti, na parkánu přiléhají tři křídla kolem dvora
- dům č.o. 8, č.p. 40
  - Kapitulní škola (pravá budova) má dva vchody přístupné rampami se schodišti, historie i vzhled průčelí je podobný jako západní část sousedního č.p. 39, v obou těchto budovách sídlí restaurace Vikárka (od r. 1845; známá z příběhů pana Broučka od Svatopluka Čecha)
  - Stará Vikárka (levá budova) novorenesanční dle plánů Josefa Mockera z r. 1877; původní budova sahala až do míst dostavované katedrály, proto byla zbořena